# Надпровідник
Надпровідник — матеріал, електричний опір якого після охолоджування нижче певної критичної температури Tc (температура, нижче якої матеріал стає надпровідником) стає рівний нулю (тобто спостерігається надпровідність). У цьому разі кажуть, що матеріал набуває «надпровідні властивості» або переходить до «надпровідного стану». Натепер (2000-і), проводяться дослідження (для прикладу Гідравлічний прес) в галузі надпровідності задля підвищення зазначеної температури Tc до рівня кімнатної температури.

## Історія
1911 року, голландський фізик Камерлінг-Оннес виявив, що під час охолодження ртуті в рідкому гелії її опір спочатку поступово змінюється, а потім за температури 4.1 К майже стрибком зменшувався до нуля.
Надпровідник найменшого розміру був створений 2010 року на основі органічного надпровідника (BETS)2 GaCl4, де позначення «BETS» означає БісЕтилендітіоТетраСеленафульвален. Створений надпровідник складається всього з чотирьох пар молекул цієї речовини при загальній довжині зразка порядку 3,76 нм.

## Властивості надпровідників
Залежно від властивостей надпровідники поділяють на три групи:
- надпровідники I (першого) роду ;
- надпровідники 1.5 роду ;
- надпровідники II (другого) роду .

### Фазовий перехід в надпровідний стан
Перехід речовини в надпровідний стан супроводжується зміною його теплових властивостей. Однак, ця зміна залежить від роду надпровідників. Так, для надпровідників Ι роду, за відсутності магнітного поля теплота переходу (поглинання або виділення) з надпровідного стану у звичайний дорівнює нулю, отже зазнає стрибка теплоємності, що притаманно для фазового переходу ΙΙ роду.

### Ефект Мейснера
Навіть більш важливою властивістю надпровідників, ніж нульовий електричний опір, є так званий ефект Мейснера, що полягає у виштовхуванні надпровідником магнітного потоку {\displaystyle rotB=0}. Із цього дослідного спостереження робиться висновок про існування незгасних струмів всередині надпровідника, які створюють внутрішнє магнітне поле, протилежно спрямоване зовнішньому, прикладеному магнітному полю і врівноважує його.

## Таблиця надпровідників
У наведеній нижче таблиці перераховані деякі надпровідники і притаманні для них величини критичної температури Tc і граничного магнітного поля Bc.
| Назва матеріалу                      | Критична температура {\displaystyle T_{c}}, К | критичне поле {\displaystyle B_{c}}, Тл | рік опублікування виявлення надпровідності |
| Надпровідники I роду                 | Надпровідники I роду                          | Надпровідники I роду                    | Надпровідники I роду                       |
| ------------------------------------ | --------------------------------------------- | --------------------------------------- | ------------------------------------------ |
| Pb (свинець)                         | 7,26                                          | 0,08                                    | 1913                                       |
| Sn (олово)                           | 3,69                                          | 0,031                                   | 1913                                       |
| Ta (тантал)                          | 4,38                                          | 0,083                                   | 1928                                       |
| Al (алюміній)                        | 1,18                                          | 0,01                                    | 1933                                       |
| Zn (цинк)                            | 0,88                                          | 0,0053                                  |                                            |
| W (вольфрам)                         | 0,01                                          | 0,0001                                  |                                            |
| Надпровідники 1.5 роду               |                                               |                                         |                                            |
| Ведуться пошуки з теоретичної моделі |                                               |                                         |                                            |
| Надпровідники II роду                |                                               |                                         |                                            |
| Nb (ніобій)                          | 9,20                                          | 0,4                                     | 1930                                       |
| V 3 Ga                               | 14,5                                          | > 35                                    |                                            |
| Nb 3 Sn                              | 18,0                                          | > 25                                    |                                            |
| (Nb 3 Al) 4 Ge                       | 20,0                                          |                                         |                                            |
| Nb 3 Ge                              | 23                                            |                                         |                                            |
| GeTe                                 | 0,17                                          | 0,013                                   |                                            |
| SrTiO 3                              | 0,2-0,4                                       | > 60                                    |                                            |
| MgB 2 (Диборид магнію)               | 39                                            | ?                                       | 2001                                       |
| H 2 S (сірководень)                  | 203                                           | 72                                      | 2015                                       |

## Застосування
- Квантовий комп'ютер використовує кубіти, засновані на надпровідниках.
- Надпровідники також застосовують для створення потужного магнітного поля, наприклад ITER (Міжнародний Експериментальний Термоядерний Реактор) в якому надпровідники створюючи магнітне поле утримують високотемпературну плазму, не даючи їй доторкатися до стінок реактора.